# Daniel Paul Schreber
Daniel Paul Schreber (Leipzig, 25 juli 1842 – aldaar, 14 april 1911) was een Duitse jurist en schrijver. Op latere leeftijd werd hij paranoïde, waarover hij zelf een boek schreef en waarover Sigmund Freud een beroemde en omstreden studie publiceerde.

## Leven
Paul Schreber was een zoon van de pedagoog en orthopeed Moritz Schreber, de naamgever van de latere Schreber-beweging, ook wel volkstuin-beweging. Vader Schreber was een gezondheidsfanaticus en voedde zijn kinderen op met behulp van orthopedische apparaten, die voor een gezonde houding moesten zorgen. Schreber had een broer en drie zussen.
Na zijn eindexamen aan de Thomasschool studeerde Schreber rechten en werd in 1893 senaatspresident bij het gerechtshof in Dresden. Hij is de schrijver van het boek Denkwürdigkeiten eines Nervenkranken, dat hij in 1903 publiceerde na een langdurig verblijf in een inrichting wegens een dementia paranoides; het boek geldt als een klassieke casestudie vanuit het standpunt van psychoticus zelf.
Op basis van deze casestudie schreef Sigmund Freud in 1910/11 de verhandeling Psychoanalytische Bemerkungen zu einem autobiographisch beschriebenen Fall von Paranoia (Dementia Paranoides) (Psychoanalytische aantekeningen over een autobiografisch beschreven geval van paranoia), die in 1911 verscheen. Daarin ontwikkelde hij zijn visie op paranoia, doordat hij zijn [Schrebers] geval gebruikt voor de stelling, dat er aan de mannelijke paranoia een homoseksueel conflict ten grondslag ligt.
In de jaren 1950 begon de psychiater/psychoanalyticus William Niederland met het onderzoek naar de achtergrond van Schreber. Hij was de eerste die op het idee kwam om een paar boeken te lezen die de vader van Schreber had geschreven over het opvoeden van kinderen. Hij was ervan overtuigd dat in eerdere onderzoekingen de rol van de vader verwaarloosd was. Niederland wijdde tientallen jaren een groot deel van zijn wetenschappelijke belangstelling aan het geval Schreber. Hij publiceerde talrijke artikelen over Schreber waarin hij zich vooral richtte op de vader-zoon-verhouding. Zijn eerste artikel over Schreber werd in 1951 gepubliceerd onder de titel 'Three Notes on the Schreber Case.'
Morton Schatzmann, een jonge in Engeland woonachtige Amerikaanse psychiater, baseerde zijn in 1973 verschenen boek, met de oorspronkelijke titel Soul Murder. Persecution in the Family, op het onderzoek van Niederland over het geval Schreber; ook hij richtte zich uitsluitend op vader Schreber. Niederlands boek over Schreber verscheen pas in 1974, The Schreber Case. Psychoanalytic Profile of a Paranoid Personality. Er ontbrandde een hevige strijd tussen Schatzman, die destijds een aanhanger was van de antipsychiatrische beweging van Ronald D. Laing, die met een bijzondere nadruk de invloed accentueerde van het gezin op het ontstaan van een psychiatrische ziekte, en de Freudianen, waaronder Niederland. Schatzman vond Freuds stelling over de onderdrukte homoseksuele gevoelens ten opzichte van zijn vader een lachwekkende futiliteit. Hij verweet Freud dat hij de boeken van Schrebers vader, hoewel hij van het bestaan daarvan op de hoogte was, niet als ondergrond had gebruikt. Dat gevecht wordt nog steeds gevochten.
Niederland verdedigde Freud tegen dat verwijt met de opmerking dat Schatzman voorbij ging aan de politiek van terughoudendheid die Freud zich, naar eigen zeggen, in zijn verhandeling had opgelegd, om de gevoelens van Schreber, van zijn familie en zijn psychiater Paul Flechsig, te ontzien.
De Nederlandse historicus Han Israëls publiceerde in 1980 zijn proefschrift Schreber, vader en zoon, waarin hij de band tussen feit en theorie bij Freud en de freudianen als Niederland aan een strenge kritiek onderwierp.
In het hoofdstuk 'Gezag en paranoia' uit het boek Massa en macht van Elias Canetti worden de memoires beschreven als het uitvoerigst geanalyseerde document over de thematiek van macht.
De Zuid-Afrikaanse psychiater David Graham Cooper (1931-1986), die een belangrijke rol speelde in de beweging van de ´anti-psychiatrie¨stelt in zijn The Language of Madness (1978) dat Schreber echt werd vervolgd: niet als een rechter die paranoïde werd, maar als iemand die probeerde te ontsnappen uit de paranoia van een ¨burgerlijk rechtssysteem¨ en van een vader die eenzelfde soort ¨systeem¨ zou zijn. .

## Citaten
- "Een gewetensvol onderzoek over macht moet volledig afzien van het criterium resultaat. Haar eigenschappen en uitwassen moeten zorgvuldig overal vandaan bijeengebracht en vergeleken worden. Een geesteszieke, die uitgestoten, hulpeloos en veracht zijn dagen suffend in een inrichting heeft doorgebracht, kan door de door hem verschafte inzichten, belangrijker worden dan Hitler en Napoleon, en de mensheid opheldering verschaffen over haar vloek en bazen.”

-- uit Canetti (1980:504): Der Fall Schreber: Eerste deel (einde)
- Schreber was, volgens Lothane, onderworpen aan een drievoudige “moord:” de “zielenmoord,” begaan door zijn psychiater Paul Flechsig, die zijn patiënt gewoon naar het krankzinnigengesticht verbande in plaats van hem passend te behandelen; de “justitiële moord,” begaan door de gestichtsdirecteur Weber, die de opdracht gaf tot het definitieve onder curatele stellen van Schreber en de “karaktermoord” door Elias Canetti, die in Schrebers vermeende paranoia een model voor Hitlers psychische aanleg zag.

-- uit Lothane: Zielenmoord en psychiatrie. Ter rehabilitatie van Schreber.

## Werk
- Eerste editie: Denkwürdigkeiten eines Nervenkranken, nebst Nachträgen und einem Anhang über die Frage: „Unter welchen Voraussetzungen darf eine für geisteskrank erachtete Person gegen ihren erklärten Willen in einer Heilanstalt festgehalten werden?“ Mutze, Leipzig 1903.
- Nieuwe facsimile-uitgave van de editie Leipzig 1903, uitgegeven met een nawoord en voorzien van een personen- en zakenregister door Gerd Busse. Psychosozial-Verlag, Giessen 2003. ISBN 3-89806-262-7.
- Nieuwe editie met een nawoord door Wolfgang Hagen. Kulturverlag Kadmos, Berlin 2003. ISBN 3-931659-50-X.